# برايان كافناغ
برايان كافناغ (بالإنجليزية: Brian Kavanagh)‏ هو مخرج أسترالي، ولد في 1935 في ملبورن في أستراليا.

## وصلات خارجية
- الموقع الرسمي
- برايان كافناغ على موقع IMDb (الإنجليزية)
- برايان كافناغ على موقع ألو سيني (الفرنسية)
- برايان كافناغ على موقع أول موفي (الإنجليزية)
- برايان كافناغ على موقع قاعدة بيانات الأفلام السويدية (السويدية)
- برايان كافناغ على موقع قاعدة بيانات الفيلم (الإنجليزية)
- برايان كافناغ على موقع كينوبويسك (الروسية)